# Сьюзен Рапп
Сьюзен Рапп (англ. Susan von der Lippe, 5 липня 1965) — американська плавчиня.
Олімпійська чемпіонка 1984 року, учасниця 1988 року.
Призерка Панамериканських ігор 1983 року.